# Jean-Claude Tosi
Pour les articles homonymes, voir Tosi.
Jean-Claude Tosi est un footballeur français né le 18 novembre 1946 à Bastia (Haute-Corse). Ce défenseur a été finaliste de la Coupe de France en 1972 avec le SEC Bastia.

## Biographie
Jean-Claude Tosi a joué 140 matches en Division 1 avec le SEC Bastia, sans oublier 2 matchs en Coupe d'Europe des Vainqueurs de Coupes lors de la saison 1972-1973.

## Carrière de joueur
- 1965-1973 :  SEC Bastia (D2 puis D1)
- 1973-1974 :  AC Ajaccio (D2)
- 1974-1975 :  FC Valence (D3)[1]

## Palmarès
- Finaliste de la Coupe de France en 1972 avec le SEC Bastia
- Vainqueur du Challenge des champions en 1972 avec le SEC Bastia
- Champion de France de D2 en 1968 avec le SEC Bastia

## Source
- Col., Football 74, Les Cahiers de l'Équipe, 1973. cf. page 107